# Iglooism
Iglooismen är en rörelse som började i Sverige under Skidfrämjandets (nuvarande Friluftsfrämjandet) försorg under 1930-talet. Tanken var att använda igloo i stället för tält eller snögrotta för övernattning under långfärder i fjällen. En av iglooismens förespråkare, sportjournalisten David "Mr Jones" Jonason formulerade det på följande vis: "Iglooiserandet vill vara ett sätt att med minsta möjliga packning billigast möjligt under största möjliga säkerhet på billigaste vis nå mesta möjliga fjäll."

## Historia
År 1932 arrangerade de en fjällförarekurs under Gunnar Dyhléns ledning och när man under kursens sista natt övernattat i en snöbivack konstaterades att det var behagligare än att ligga i tält. Skidpionjären och fjällmannen Olle Rimfors ansåg att det borde finnas mindre arbetskrävande sätt att bivackera på än att behöva gräva på djupet eller i snödrivor. Till årsskiftet 1932-33 hade arkitekt Gustaf Birch-Lindgren löst problemet då han studerat inuiternas sätt att bygga igloo, som kan liknas vid en snöhydda eller snökupol. Efter att ha byggt och testat igloons egenskaper i Storlien under nyåret beslöt man att redan till påsken arrangera en iglooexpedition, ledd av Birch-Lindgren och understödd av Olle Rimfors, från Ljungdalen-Helags-Sylarna-Storlien. Sedan följde en rad iglooexpeditioner de kommande åren, men då förlagda till Lapplands fjälltrakter. Under Skidfrämjandets årliga iglooexpeditioner under 30-talet testade och utvecklade man den utrustning och de redskap som behövdes för dylika expeditioner. Bland annat utformades fjällpulkan för detta ändamål, framför allt Rimforspulkan efter den nordamerikanska toboggan och Segebadens efter samernas ackja. Annat som testades och utvecklades var den vakuumtorkade maten och lämpliga skidskor. De svenska igloopionjärerna bildade sedan Svenska Iglooklubben. 